# سیارک ۱۴۱۵
سیارک ۱۴۱۵ (به انگلیسی: 1415 Malautra، نامگذاری:1937EA) هزار و چهارصد و پانزدهمین سیارک کشف شده‌است که در ۴ مارس ۱۹۳۷ و در الجزیره کشف شد.
قدر مطلق سیارک برابر ۱۲٫۱۹ است.